# Pierre Toebente
Pieter Frans Toebente (Niel, 2 december 1919 – Antwerpen, 17 juli 1997) was een Belgisch beeldhouwer en kunstschilder.
Pierre Toebente was amper 12 jaar toen zijn vader verongelukte, zodat hij vanaf zijn 14 jaar, na zijn schoolplicht, moest gaan werken. Door toedoen van zijn onderwijzer volgde hij avondschool tekenen en als jongeling liet hij zich inschrijven aan de Academie voor Schone Kunsten te Antwerpen. Hij volgde de lessen beeldhouwen onder leiding van Joris Minne, zelf een gerenommeerde beeldhouwer.
Omwille van zijn legerdienst en de mobilisatie in 1939 en vervolgens het uitbreken van de Tweede Wereldoorlog in 1940 werd zijn verdere opleiding afgebroken. Hij werd opgeëist om te werken in Duitsland waar hij voor het eerst leerde omgaan met een lasapparaat. De bekwaamheden die hij zich eigen maakte in zijn beroep als lasser, wendde hij aan om zich verder te bekwamen als beeldhouwer. Zijn kunstwerken voerde hij uit in allerlei metalen, maar hij sneed en kapte ze ook uit diverse hout- en steensoorten, zelfs uit kurk en ivoor. Als keramist, tekenaar en aquarellist genoot hij eveneens een zekere faam.
In heel zijn oeuvre komt eigenlijk slechts één groot thema aan bod, namelijk dé mens en daarvan koos hij drie facetten: het vrouwelijk lichaam, het kind en het masker. Pierre Toebente was geen avant-gardist of een modische kunstenaar, maar hij was wel een rasechte artiest. Daarvan getuigen zijn creaties door hun oorspronkelijkheid en hun diepgevoeligheid. Uit zijn gehele oeuvre spreekt volgens kenners zijn tedere gevoeligheid voor het sierlijke en de eeuwige schoonheid.
De artistieke creaties van Pierre Toebente zijn niet enkel bekend en gewaardeerd in België, maar ook in Nederland, Duitsland en Frankrijk. Hij exposeerde ooit zelfs in Mexico-Stad. Reeds in 1952 stelde hij tentoon in de galerij van Vic Gentils te Antwerpen.
- Digitale Bibliotheek voor de Nederlandse Letteren: toeb005
- RKD-Nederlands Instituut voor Kunstgeschiedenis: 100341